# 特拉揚鄉 (特列奧爾曼縣)
44°01′N 24°27′E / 44.017°N 24.450°E
特拉揚鄉（羅馬尼亞語：Comuna Traian, Teleorman），是羅馬尼亞的鄉份，位於該國南部，由特列奧爾曼縣負責管轄，處於布加勒斯特以南120公里，每年平均降雨量955毫米，海拔高度32米，2007年人口1,954。